# در مهمانی حاج آقا: داستان یک اعتراف
در مهمانی حاج آقا: داستان یک اعتراف (دو خاطره از زندان) نام کتابی است که شامل خاطرات دو زندانی سیاسی ایرانی از طیف ملی-مذهبی پیرامون دوران بازجویی در سال ۱۳۶۹ بود. کتاب در سال ۱۳۸۲ و در تیراژ ۲۰۰۰ نسخه توسط انتشارات امید فردا منتشر گردید و شامل دو بخش با نام‌های «در مهمانی حاجی آقا» که خاطرات حبیب‌الله داوران است و «داستان یک اعتراف» که خاطرات فرهاد بهبهانی است می‌باشد. این کتاب اندکی پس از انتشار، جمع‌آوری و هر دو نویسنده به اتهام نشر اکاذیب تحت تعقیب قرار گرفتند. بررس و سربررس کتاب و همچنین مجید صیادی (مدیرکل مراکز فرهنگی وزارت ارشاد) به اتهام معاونت در توهین، افترا و نشر اکاذیب تحت تعقیب قرار گرفتند. محاکمهٔ آنان تا سال ۱۳۸۶ نیز در جریان بود اما نتیجهٔ آن اعلام نشد.

## پیش‌زمینه
«جمعیت دفاع از آزادی و حاکمیت ملت ایران» در سال ۱۳۶۴ توسط جمعی از چهره‌های شناخته‌شدهٔ سیاسی و مذهبی چون مهندس مهدی بازرگان و علی اردلان با هدف دفاع از آزادی‌های مصرح در قانون اساسی جمهوری اسلامی بنیان گذارده شد.
اعضای این جمعیت به همراه برخی چهره‌های مستقل در سال ۱۳۶۹ اقدام به تهیه و انتشار نامه‌ای خطاب به اکبر هاشمی رفسنجانی نمود که به نامهٔ ۹۰ امضایی مشهور شد. برخی از کسانی که این نامه را امضا کرده بودند در مدت کوتاهی مجبور به پس گرفتن امضای خود شدند و سپس ۲۳ نفر از امضاکنندگان نامه دستگیر شدند که در میان آن‌ها ابوالفضل بازرگان (برادرزادهٔ مهدی بازرگان) و ابراهیم یزدی حضور داشتند.
برخی از دستگیرشدگان پس از چندی بر صفحهٔ تلویزیون ظاهر شدند و علیه خود و دیگر اعضای جمعیت اعترافاتی نمودند. دادگاه دستگیرشدگان پس از چندی تشکیل و دستگیرشدگان به تدریج آزاد شدند. دو تن از دستگیرشدگان مدت کوتاهی پس از آزادی بر اثر آنچه بر آن‌ها در زندان گذشته بود از دنیا رفتند.

## کتاب
حبیب‌الله داوران، دکترای داروسازی و فرهاد بهبهانی، دکترای شیمی نویسندگان کتاب از جمله ۲۳ نفر دستگیر شده بودند.
داوران در بخش اول کتاب ضمن شرح شکنجه‌های شدید جسمی و روانی در دوران حضور در بازداشتگاه توحید شرح می‌دهد که چگونه با یاد خداوند توانسته در برابر آن‌ها دوام بیاورد.
فرهاد بهبهانی نیز به شرح شکنجه‌های زندان می‌پردازد و توضیح می‌دهد که چگونه در هم شکسته‌است و حاضر به پذیرش انجام مصاحبهٔ تلویزیونی شده‌است و همچنین می‌گوید که به همین دلیل بعد از زندان چگونه توسط همه همفکران طرد شده‌است.
در بخشی از این کتاب آمده‌است که بهبهانی با وجود داشتن چشم‌بند توانسته‌است حسین شریعتمداری مدیر مسئول روزنامه کیهان را به عنوان یکی از بازجوها شناسایی نماید. حبیب‌الله داوران نیز بعدها در مصاحبه ای با بخش فارسی رادیو بی‌بی‌سی اظهار داشت هنگام ضبط اعترافاتش حسین شریعتمداری را دیده‌است که در پشت پرده‌ای نشسته و از امیرفرشاد ابراهیمی هم به عنوان ضبط‌کننده و فرد پشت دوربین اسم برد.

## انتشار
این کتاب در اردیبهشت ماه سال ۱۳۸۲ در تهران از سوی انتشارات امید فردا با قیمت پشت جلد ۲۴۰۰ تومان چاپ و پخش شد. ظرف ۲ ماه کتاب به چاپ دوم رسید که با توقیف مواجه شد. در سال ۲۰۰۴، چاپ سوم این کتاب در آلمان از سوی انتشارات آیدا انجام شد.

## پس از انتشار
این کتاب تنها یک بار پخش شد و چاپ دوم بلافاصله توقیف شد و نسخه‌های فروش نرفتهٔ چاپ اول کتاب از قفسهٔ کتاب‌فروشی‌ها جمع‌آوری شد.

## محاکمهٔ نویسندگان و مسئولان وزارت ارشاد
نویسندگان کتاب، دو بررس وزارت ارشاد که مجوز انتشار کتاب را صادر کرده بودند و یک مدیر کل وزارت ارشاد به اتهام نشر اکاذیب، توهین و افترا و… مورد محاکمه قرار گرفتند. در این میان یکی از نویسندگان کتاب، اندکی بعد درگذشت اما محاکمهٔ سایرین تا سال ۱۳۸۶ در جریان بود اما نتیجهٔ آن روشن نشد.
مجید صیادی در آخرین جلسهٔ دادگاه خود گفت: «زمانی که ما مجوز چاپ این کتاب را صادر کردیم معیار ممیزی، مصوبهٔ شورای عالی انقلاب فرهنگی بود که بر اساس آن از نظر ما چاپ کتاب مشکلی نداشت اما الان گویا بنده را با قانون مجازات اسلامی متهم به معاونت در افترا، توهین و نشر اکاذیب کرده‌اند. در آن زمان باید با مصوبهٔ شورای عالی انقلاب فرهنگی عمل می‌کردیم اما هم‌اکنون و در مقام پاسخ‌گویی این مصوبه را به عنوان استدلال ما نمی‌پذیرند.» وی همچنین گفت که این پرونده فاقد شاکی خصوصی است: « «این کتاب افرادی را متهم به بدرفتاری کرده‌است اما خود این افراد شاکی پرونده نیستند و مدعی‌العموم به عنوان شاکی پرونده شناخته شده‌است.»